# Baruun-Urt

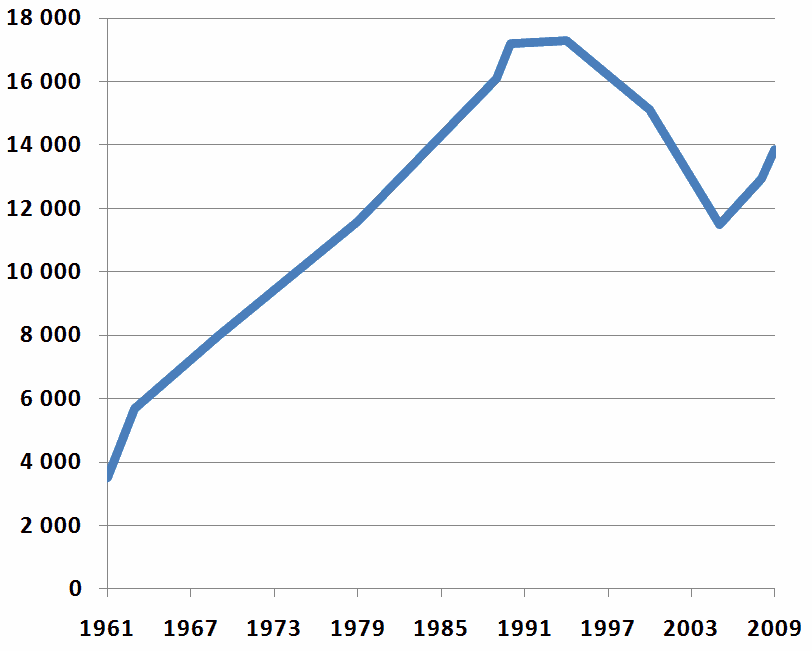
Bevölkerungsentwicklung 1961–2009

Baruun-Urt (mongolisch Баруун−Урт) ist eine Stadt in der östlichen Mongolei und die Hauptstadt der Provinz Süchbaatar.

## Verkehr
Die Stadt besitzt einen unbefestigten Flughafen mit regelmäßigen Verbindungen nach Ulan Bator. Außerdem gibt es Kleinbusverbindungen nach Ulan Bator.